# لسلی بیب
لسلی لوئیس بیب (انگلیسی: Leslie Louise Bibb؛ زادهٔ ۱۷ نوامبر ۱۹۷۴)، بازیگر و مدل آمریکایی است. او حرفه بازیگری را در سال ۱۹۷۷ میلادی با فیلم بخش خصوصی آغاز کرد؛ و در سریال نسخه اولیه محصول ۱۹۹۶ تا ۲۰۰۰ میلادی ایفای نقش کرد. لسلی در سریالهای انتورایج و سی‌اس‌آی: میامی هم ظاهر شد. لسلی بیب در فیلم سینمایی مرد آهنین ژانر اکشن و تخیلی محصول ۲۰۰۸ میلادی همبازی رابرت داونی جونیور و گوینث پالترو شد؛ که این فیلم در ۲۰۰۸ میلادی از طرف بنیاد فیلم آمریکا به عنوان بهترین فیلم انتخاب شد. وی نیز در فیلم مرد آهنی ۲ محصول ۲۰۱۰ میلادی و همچنین شهروند مطیع قانون، عمل بد، سکس و مرگ ۱۰۱ و دویدن با شیطان هم حضور یافت.

## فیلم‌شناسی
- قسمت‌های خصوصی (۱۹۹۷)
- جمجمه‌ها (۲۰۰۰)
- مچ‌بندها: یک داستان عاشقانه (۲۰۰۶)
- سکس و مرگ ۱۰۱ (۲۰۰۷)
- ترفند درمان (۲۰۰۷)
- مرد آهنی (۲۰۰۸)
- قطار گوشت نیمه‌شب (۲۰۰۸)
- اعترافات یک معتاد به خرید (۲۰۰۹)
- شهروند مطیع قانون (۲۰۰۹)
- مرد آهنی ۲ (۲۰۱۰)
- نگهبان باغ‌وحش (۲۰۱۱)
- فیلم ۴۳ (۲۰۱۳)
- بچه جهنمی (۲۰۱۳)
- عمل بد (۲۰۱۴)
- دان وردین (۲۰۱۵)
- پرستار بچه (۲۰۱۷)
- تا استخوان (۲۰۱۷)
- دویدن با شیطان (۲۰۱۹)
- پرستار بچه: ملکه قاتل (۲۰۲۰)

### تلویزیون
- نسخه اولیه (۱۹۹۸)
- سی‌اس‌آی: میامی (۲۰۰۷)
- زوج عجیب (۲۰۱۵)